# Liga Sudamericana Femenina de Clubes de Básquetbol de 2019
La Liga Sudamericana Femenina de Clubes de Básquetbol fue la tercera edición de este torneo con esta denominación si se considera la edición del 2002, y es la 18.ª edición en general de la competencia continental para clubes de basquétbol femenino. Comenzó el 16 de mayo de 2019 y terminó el 2 de junio de 2019.
El final four se disputó en Santiago del Estero, Argentina, y allí se coronó campeón el representante colombiano Copacabana de Antioquia, y logró así su primer título en el torneo, el primer título para Colombia y además rompió la hegemonía brasilera.

## Equipos participantes
| País              | Equipo                              | Vía de clasificación |
| ----------------- | ----------------------------------- | --- |
| Argentina 2 cupos | Quimsa Deportivo Berazategui        | Campeón de la temporada 2018 de la Liga Femenina Subcampeón de la temporada 2018 de la Liga Femenina                     |
| Bolivia 1 cupo    | Tenis La Paz                        | Subcampeón de la Liga Boliviana de Básquetbol Femenino 2018                                                              |
| Brasil 2 cupos    | Vera Cruz Campinas Sampaio Basquete | Campeón de la Liga de Basquete Feminino 2018 Subcampeón de la Liga de Basquete Feminino 2018                             |
| Colombia 1 cupo   | Club Copacabana de Antioquia        | |
| Ecuador 2 cupos   | Leonas Riobamba Club Lums           | Campeón de la Liga Ecuatoriana de Baloncesto Femenino 2018 Subcampeón de la Liga Ecuatoriana de Baloncesto Femenino 2018 |

## Modo de disputa
El torneo está dividido en dos etapas; la ronda preliminar y el hexagonal final.
Primera ronda
Los ocho participantes se dividen en dos grupos con dos sedes, una por grupo, donde disputan partidos dentro de cada grupo. A fin de puntuar, cada equipo recibe 2 puntos por victoria y uno por derrota. Los dos primeros de cada grupo avanzan al hexagonal final, mientras que los demás dejan de participar.
Las sedes fueron:
- Grupo A: Santiago del Estero, Argentina,[6] del 16 al 18 de mayo.[7]
- Grupo B: Riobamba, Ecuador, del 23 al 25 de mayo.[7]

Final Four
Los cuatro equipos clasificados se enfrentan en un cuadrangular todos contra todos. El ganador de dicho cuadrangular es considerado campeón. La sede fue Santiago del Estero, Argentina. Se disputará del 31 de mayo al 2 de junio.

## Primera fase

### Grupo A
| Pos. | Equipo                  | Pts | PJ | PG | PP | PF  | PC  | Dif  |
| ---- | ----------------------- | --- | -- | -- | -- | --- | --- | ---- |
| 1.   | Quimsa                  | 6   | 3  | 3  | 0  | 213 | 154 | 59   |
| 2.   | Copacabana de Antioquia | 5   | 3  | 2  | 1  | 186 | 147 | 39   |
| 3.   | Deportivo Berazategui   | 4   | 3  | 1  | 2  | 203 | 197 | 6    |
| 4.   | Tenis La Paz            | 3   | 3  | 0  | 3  | 125 | 229 | –104 |

|  | Clasificado a la siguiente ronda. |

Los horarios corresponde al huso horario de Santiago del Estero, UTC –3:00.
| 16 de mayo, 20:00 | Deportivo Berazategui                | 56–72   | Copacabana de Antioquia | Santiago del Estero      |  |
|                   | Parciales: 10-22, 9-13, 20-18, 17-19 |         |                         |                          |  |
|                   |                                      | Reporte |                         | Pabellón: Estadio Ciudad |  |

| 16 de mayo, 22:00 | Quimsa                              | 83–39   | Tenis La Paz | Santiago del Estero      |  |
|                   | Parciales: 15-11, 22-5, 20-4, 26-19 |         |              |                          |  |
|                   |                                     | Reporte |              | Pabellón: Estadio Ciudad |  |

| 17 de mayo, 20:00 | Deportivo Berazategui               | 79–47   | Tenis La Paz | Santiago del Estero      |  |
|                   | Parciales: 23-4, 19-8, 16-23, 21-12 |         |              |                          |  |
|                   |                                     | Reporte |              | Pabellón: Estadio Ciudad |  |

| 17 de mayo, 22:00 | Copacabana de Antioquia            | 47–52   | Quimsa | Santiago del Estero      |  |
|                   | Parciales: 13-20, 7-9, 8-12, 19-11 |         |        |                          |  |
|                   |                                    | Reporte |        | Pabellón: Estadio Ciudad |  |

| 18 de mayo, 19:00 | Tenis La Paz                        | 39–67   | Copacabana de Antioquia | Santiago del Estero      |  |
|                   | Parciales: 7-25, 10-9, 11-14, 11-19 |         |                         |                          |  |
|                   |                                     | Reporte |                         | Pabellón: Estadio Ciudad |  |

| 18 de mayo, 21:00 | Deportivo Berazategui                 | 68–78   | Quimsa | Santiago del Estero      |  |
|                   | Parciales: 11-18, 20-24, 17-12, 20-24 |         |        |                          |  |
|                   |                                       | Reporte |        | Pabellón: Estadio Ciudad |  |

### Grupo B
| Pos. | Equipo             | Pts | PJ | PG | PP | PF  | PC  | Dif |
| ---- | ------------------ | --- | -- | -- | -- | --- | --- | --- |
| 1.   | Club Lums          | 3   | 2  | 1  | 1  | 137 | 128 | 9   |
| 2.   | Leonas de Riobamba | 3   | 2  | 1  | 1  | 117 | 115 | 2   |
| 3.   | Sampaio Basquete   | 3   | 2  | 1  | 1  | 127 | 138 | –11 |
| 4.   | Vera Cruz Campinas | —   | —  | —  | —  | —   | —   | —   |

|  | Clasificado a la siguiente ronda. |

Los horarios corresponde al huso horario de Riobamba, UTC –5:00.
| 23 de mayo, 20:00 | Sampaio Basquete                      | 63–86   | Club Lums | Riobamba                                |  |
|                   | Parciales: 14-16, 19-18, 15-23, 15-29 |         |           |                                         |  |
|                   |                                       | Reporte |           | Pabellón: Coliseo Teodoro Gallego Borja |  |

| 24 de mayo, 20:00 | Leonas de Riobamba                   | 52–64   | Sampaio Basquete | Riobamba                                |  |
|                   | Parciales: 11-17, 7-15, 15-19, 19-13 |         |                  |                                         |  |
|                   |                                      | Reporte |                  | Pabellón: Coliseo Teodoro Gallego Borja |  |

| 25 de mayo, 20:00 | Club Lums                           | 51–65   | Leonas de Riobamba | Riobamba                                |  |
|                   | Parciales: 9-8, 10-17, 16-19, 16-21 |         |                    |                                         |  |
|                   |                                     | Reporte |                    | Pabellón: Coliseo Teodoro Gallego Borja |  |

## Segunda fase, final four
| Pos. | Equipo                      | Pts | PJ | PG | PP | PF  | PC  | Dif |
| ---- | --------------------------- | --- | -- | -- | -- | --- | --- | --- |
| 1.   | Copacabana de Antioquia (C) | 6   | 3  | 3  | 0  | 189 | 156 | 33  |
| 2.   | Quimsa                      | 5   | 3  | 2  | 1  | 232 | 217 | 15  |
| 3.   | Club Lums                   | 4   | 3  | 1  | 2  | 209 | 228 | –19 |
| 4.   | Leonas de Riobamba          | 3   | 3  | 0  | 3  | 172 | 201 | –29 |

| (C) | Campeón. |

Los horarios corresponde al huso horario de Santiago del Estero, UTC –3:00.
| 31 de mayo, 19:30 | Copacabana de Antioquia                                    | 67–60                | Club Lums                                                   | Santiago del Estero                                                                  |  |
|                   | Parciales: 17-9, 12-12, 16-20, 22-19                       |                      |                                                             |                                                                                      |  |
|                   | Estadísticas Yaneth Arias 14 Diana Prens 8 María Palacio 5 | Reporte Pts Reb Asts | Estadísticas 15 Lyndra Weaver 9 Lyndra Weaver 5 Doris Lasso | Pabellón: Estadio Ciudad Árbitros: Andrés Bartel Virginia Peruchini Sebastián Negrón |  |

| 31 de mayo, 21:30 | Quimsa                                                               | 77–70                | Leonas de Riobamba                                                    | Santiago del Estero                                                                            |  |
|                   | Parciales: 25-12, 13-18, 17-16, 22-24                                |                      |                                                                       |                                                                                                |  |
|                   | Estadísticas Celia Fiorotto 20 Celia Fiorotto 13 Luciana Delabarba 4 | Reporte Pts Reb Asts | Estadísticas 22 Marjorie Caicedo 12 María Mogollón 3 Marjorie Caicedo | Pabellón: Estadio Ciudad Árbitros: Andreia Silva Nicolás Flores Ávalos Roberto Abreu Fernández |  |

| 1 de junio, 19:30 | Club Lums                                                    | 75–63                | Leonas de Riobamba                                                | Santiago del Estero                                                                                 |  |
|                   | Parciales: 24-11, 17-18, 19-18, 15-16                        |                      |                                                                   | |  |
|                   | Estadísticas Lyndra Weaver 24 Lyndra Weaver 15 Doris Lasso 5 | Reporte Pts Reb Asts | Estadísticas 18 Daniela Wallen 13 María Mogollón 9 Daniela Wallen | Pabellón: Estadio Ciudad Árbitros: Virginia Peruchini Nicolás Flores Ávalos Roberto Abreu Fernández |  |

| 1 de junio, 21:30 | Quimsa                                                              | 57–73                | Copacabana de Antioquia                                           | Santiago del Estero                                                             |  |
|                   | Parciales: 10-30, 11-17, 11-13, 25-13                               |                      |                                                                   |                                                                                 |  |
|                   | Estadísticas Luciana Delabarba 14 Celia Fiorotto 6 Celia Fiorotto 3 | Reporte Pts Reb Asts | Estadísticas 20 Narlyn Mosquera 8 Jenifer Muñóz 4 Narlyn Mosquera | Pabellón: Estadio Ciudad Árbitros: Andreia Silva Andrés Bartel Sebastián Negrón |  |

| 2 de junio, 17:30 | Leonas de Riobamba                                                      | 39–49                | Copacabana de Antioquia                                            | Santiago del Estero                                                                         |  |
|                   | Parciales: 12-15, 6-8, 10-15, 11-11                                     |                      |                                                                    |                                                                                             |  |
|                   | Estadísticas Daniela Wallen 11 Daniela Wallen 10 Leyda Marcias Burgos 3 | Reporte Pts Reb Asts | Estadísticas 15 Narlyn Mosquera 12 Narlyn Mosquera 5 María Palacio | Pabellón: Estadio Ciudad Árbitros: Andreia Silva Virginia Peruchini Roberto Abreu Fernández |  |

| 2 de junio, 19:30 | Club Lums                                                           | 74–98                | Quimsa                                                              | Santiago del Estero                                                                     |  |
|                   | Parciales: 15-19, 15-28, 18-27, 26-24                               |                      |                                                                     |                                                                                         |  |
|                   | Estadísticas Lyndra Weaver 32 Angelina Williams 11 Viviana Zurita 4 | Reporte Pts Reb Asts | Estadísticas 22 Mabel Martínez 9 Mabel Martínez 6 Luciana Delabarba | Pabellón: Estadio Ciudad Árbitros: Andrés Bartel Nicolás Flores Ávalos Sebastián Negrón |  |